# Rouxeville
Rouxeville ist eine Ortschaft und eine französische Commune déléguée in der Gemeinde Saint-Jean-d’Elle mit 388 Einwohnern (Stand 1. Januar 2022) im Département Manche in der Normandie. Die vormals eigenständige Gemeinde und heutige Commune déléguée gehörte zum Kanton Condé-sur-Vire im Arrondissement Saint-Lô und war Mitglied des Gemeindeverbandes Saint-Lô Agglo. Sie ging mit Wirkung vom 1. Januar 2016 in der neu geschaffenen Gemeinde Saint-Jean-d’Elle, einer Commune nouvelle, auf.

## Geografie
Die Gemeindegemarkung umfasste 5,83 km². Der tiefste Punkt befand sich auf 99 und der höchste auf 199 Metern über Meereshöhe. Die Nachbargemeinden waren Saint-Jean-des-Baisants und Notre-Dame-d’Elle im Nordwesten,  Saint-Germain-d’Elle im Norden und im Nordosten, Vidouville im Osten, Lamberville im Südosten und Süden sowie Précorbin im Süden und Westen.

## Bevölkerungsentwicklung

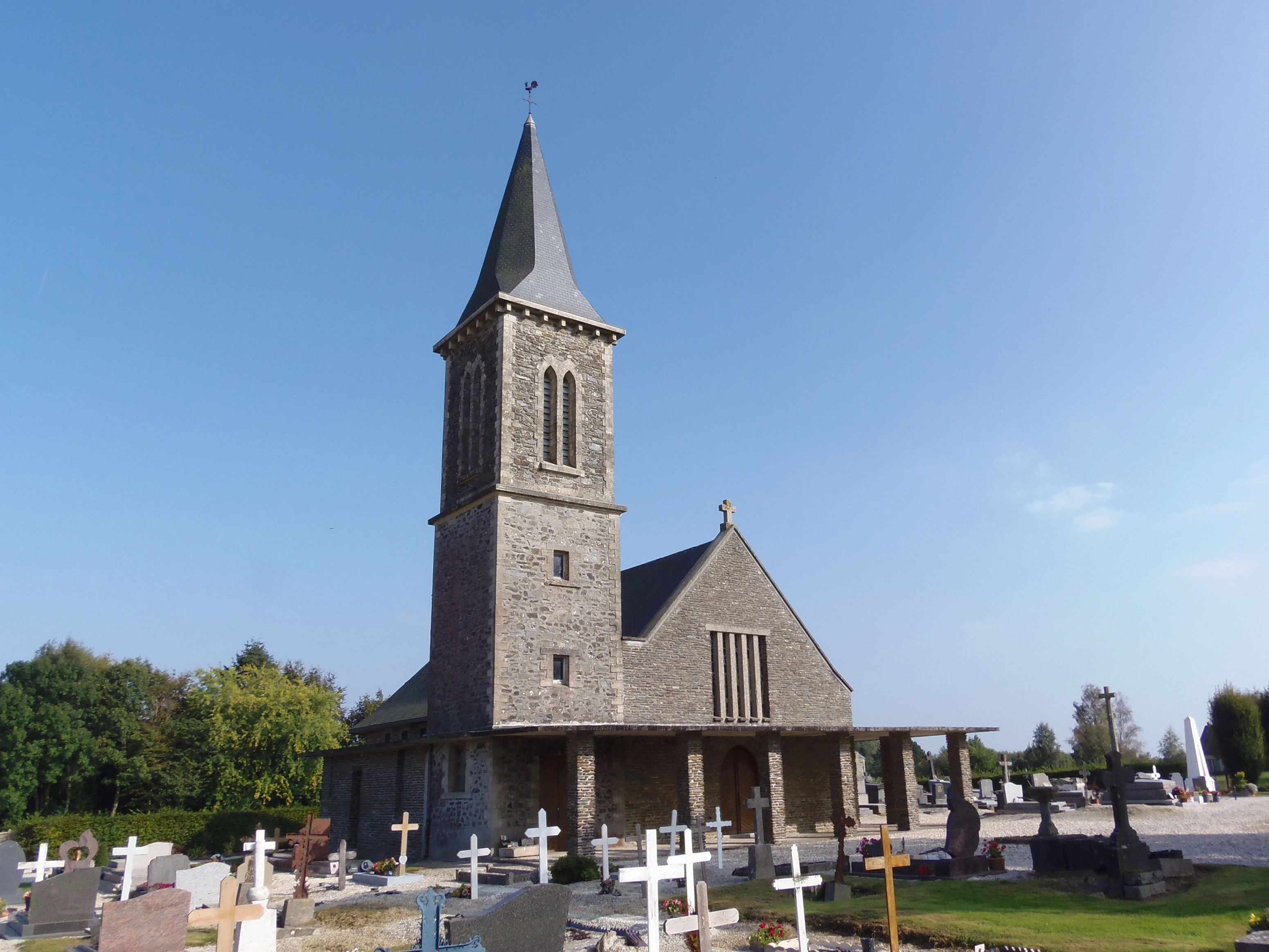
Kirche Saint-Martin in Rouxeville

| Jahr      | 1962 | 1968 | 1975 | 1982 | 1990 | 1999 | 2004 | 2013 |
| --------- | ---- | ---- | ---- | ---- | ---- | ---- | ---- | ---- |
| Einwohner | 253  | 230  | 227  | 178  | 288  | 299  | 299  | 346  |